# Can Roig de les Torres
Can Roig de les Torres és una obra del municipi de Sant Pere de Ribes (Garraf) inclosa en l'Inventari del Patrimoni Arquitectònic de Catalunya.

## Descripció
Can Roig de les Torres és una masia d'estructura basilical i de grans dimensions. La façana presenta una composició simètrica, amb porta d'accés d'arc de mig punt amb dovelles de pedra. Al costats hi ha dues finestres allindanades.
Al pis principal s'obren quatre finestres rectangulars i a les golfes, hi ha dues obertures d'arc de mig punt. A la part central de la façana, un rellotge de sol complementa el conjunt.
L'edifici està cobert amb teulada a dues vessants.

## Història
La masia té el seu origen probablement en l'època medieval i al llarg del temps ha experimentat diverses modificacions, com la de l'any 1791, segons ens indica una de les finestres de la façana.